# Leiradira
Leiradira is een geslacht van kevers uit de familie van de loopkevers (Carabidae). De wetenschappelijke naam van het geslacht is voor het eerst geldig gepubliceerd in 1867 door Castelnau.

## Soorten
Het geslacht Leiradira omvat de volgende soorten:
- Leiradira alternans Darlington, 1953
- Leiradira alticola Darlington, 1961
- Leiradira auricollis Castelnau, 1867
- Leiradira aurifer Darlington, 1961
- Leiradira blandula Tschitscherine, 1898
- Leiradira jacobi Darlington, 1961
- Leiradira latreillei Castelnau, 1867
- Leiradira opacistriatis (Sloane, 1902)
- Leiradira puella Tschitsch?rine, 1898
- Leiradira soror Darlington, 1961
- Leiradira tenuis Darlington, 1961
- Leiradira violacea (Straneo, 1953)